# Achsgetriebe
Das Achsgetriebe (oder der Achsantrieb) hat in einem Kraftfahrzeug die Aufgabe, die vom Wechselgetriebe gelieferte Antriebsleistung auf die Antriebswellen zu den Antriebsrädern zu übertragen.

## Aufgaben
- Drehmoment zwischen Getriebe und Antriebsrädern übertragen
- Das Drehzahlverhältnis zwischen Getriebe und Antriebsrädern durch entsprechende Übersetzung ausgleichen
- Kraftfluss umlenken, falls erforderlich
- Achsversatz ermöglichen, falls erforderlich (Achsversatz heißt, dass sich die Achsen von Kardanwelle und Antriebswellen nicht schneiden, was durch einen einstufigen Hypoid- oder Schneckentrieb ermöglicht wird)
- Unterschiedliche Drehzahlen der Antriebsräder bei Kurvenfahrt mittels eines Differentialgetriebes ausgleichen

### Geeignete Übersetzung bereitstellen
Der Drehzahlunterschied zwischen Motor und Antriebsrädern muss durch Wechselgetriebe und Achsgetriebe ausgeglichen werden. Damit das Drehzahlverhältnis (Übersetzung) im Wechselgetriebe nicht allzu groß werden muss, verlegt man einen Teil der Drehzahlreduzierung ins Achsgetriebe. Die vom Wechselgetriebe gewandelten Drehzahlen werden durch die konstante Übersetzung des Achsgetriebes ins Langsame übersetzt und das Drehmoment entsprechend erhöht. Die Gesamtübersetzung des Antriebsstranges errechnet sich dann aus der Übersetzung des eingelegten Ganges und der konstanten Übersetzung des Achsgetriebes.

### Kraftfluss umlenken
Ist der Motor in Richtung der Fahrzeuglängsachse angeordnet, so muss der Kraftfluss um 90 Grad umgelenkt werden, da die Antriebswellen immer quer zur Längsachse des Fahrzeugs liegen. Die Umlenkung des Kraftflusses kann durch ein Kegelrad-, Hypoid- oder Schneckengetriebe erfolgen.
Bei Fahrzeugen mit quer zur Fahrzeuglängsachse angeordneten Motoren muss die Richtung des Kraftflusses nicht umgelenkt werden, unter Umständen muss aus baulichen Gründen allerdings ein Achsversatz bereitgestellt werden. Hier verwendet man Stirnrad-Achsgetriebe.

## Bauarten
- Kegelrad-Achsgetriebe
- Hypoid-Achsgetriebe
- Schnecken-Achsgetriebe
- Stirnrad-Achsgetriebe